# Carlotta Moscia
Carlotta Moscia (Giaveno, 28 aprile 1994) è una calciatrice italiana, di ruolo centrocampista.

## Carriera

### Club
Carlotta Moscia cresce con la famiglia a Giaveno appassionandosi al calcio fin dalla giovanissima età e tesserandosi con l'ASD San Donato inizia a giocare in tutte le formazioni giovanili miste, venendo selezionata nel 2007 dalla sezione FIGC del Piemonte-Valle d'Aosta per vestire la maglia della Rappresentativa Regionale Femminile Under-15.
Superati i termini anagrafici per giocare ancora con i maschietti, nell'estate 2008 decide di tesserarsi con il Real Canavese, società di Chivasso, venendo inserita per la prima volta in una formazione interamente femminile e debuttando in Serie B, l'allora terzo livello del campionato italiano di categoria nella stagione 2008-09. Al suo primo campionato viene inserita in rosa anche con la prima squadra, benché utilizzata in sole 4 occasioni, formazione che si deve accontentare del secondo posto dietro l'Alessandria promossa in Serie A2.
Con la fusione del Real Canavese con la F.C.F. Juventus del 2009 la squadra si presenta all'inizio del campionato con la nuova denominazione Juventus Torino, con Moscia ancora in rosa per la stagione entrante. Impiegata con più continuità nel campionato, con le sue 5 reti su 11 incontri disputati contribuisce alla conquista del secondo posto nel girone A dietro il Multedo, tuttavia all'avvio della stagione seguente la squadra viene ripescata in Serie A2 (secondo livello) a completamento organico dopo la rinuncia di alcune società. Moscia alla sua seconda stagione con la maglia bianconera si laurea migliore marcatrice della squadra, realizzando 8 delle 22 reti complessive in 19 incontri garantendo lottavo posto nel girone A e la salvezza.
Di seguito cambia ancora società, giocando prima con l'Alessandria, in Serie A2, dal 2011 al 2013, passando all'Alba (Serie B, 2013-2015) sfiorando la promozione in Serie A, prima di sottoscrivere un contratto con il Cuneo, appena retrocesso, che la chiama a rinforzare il proprio organico nel tentativo, poi riuscito, di puntare alla vittoria del girone C della Serie B al quale è iscritto nella stagione 2015-2016.
Durante il calciomercato estivo 2016 formalizza un accordo con il San Zaccaria, alla sua terza stagione in Serie A. Al termine della stagione 2016-2017 ha lasciato il San Zaccaria per trasferirsi al Luserna, appena retrocesso in Serie B. Prima della fine del girone di andata rescinde il contratto che la legava al Luserna per trasferirsi all'Arezzo.
Nell'estate 2019 si è trasferita al Ravenna, rimanendo in Serie B.

## Palmarès
- Campionato italiano di Serie B: 1

Cuneo: 2015-2016